# Pedro Manrique de Lara
Pedro Manrique de Lara (Paredes de Nava, 1381 - Siles, 21 september 1440) was adelantado mayor van Castilië en León, 8e heer van Amusco, heer van Treviño, en 2e graaf van Paredes de Nava.

## Afkomst
Manrique de Lara was een zoon van Diego Gómez Manrique de Lara, heer van Amusco en Juana de Mendoza (ca. 1361-1431).

## Loopbaan

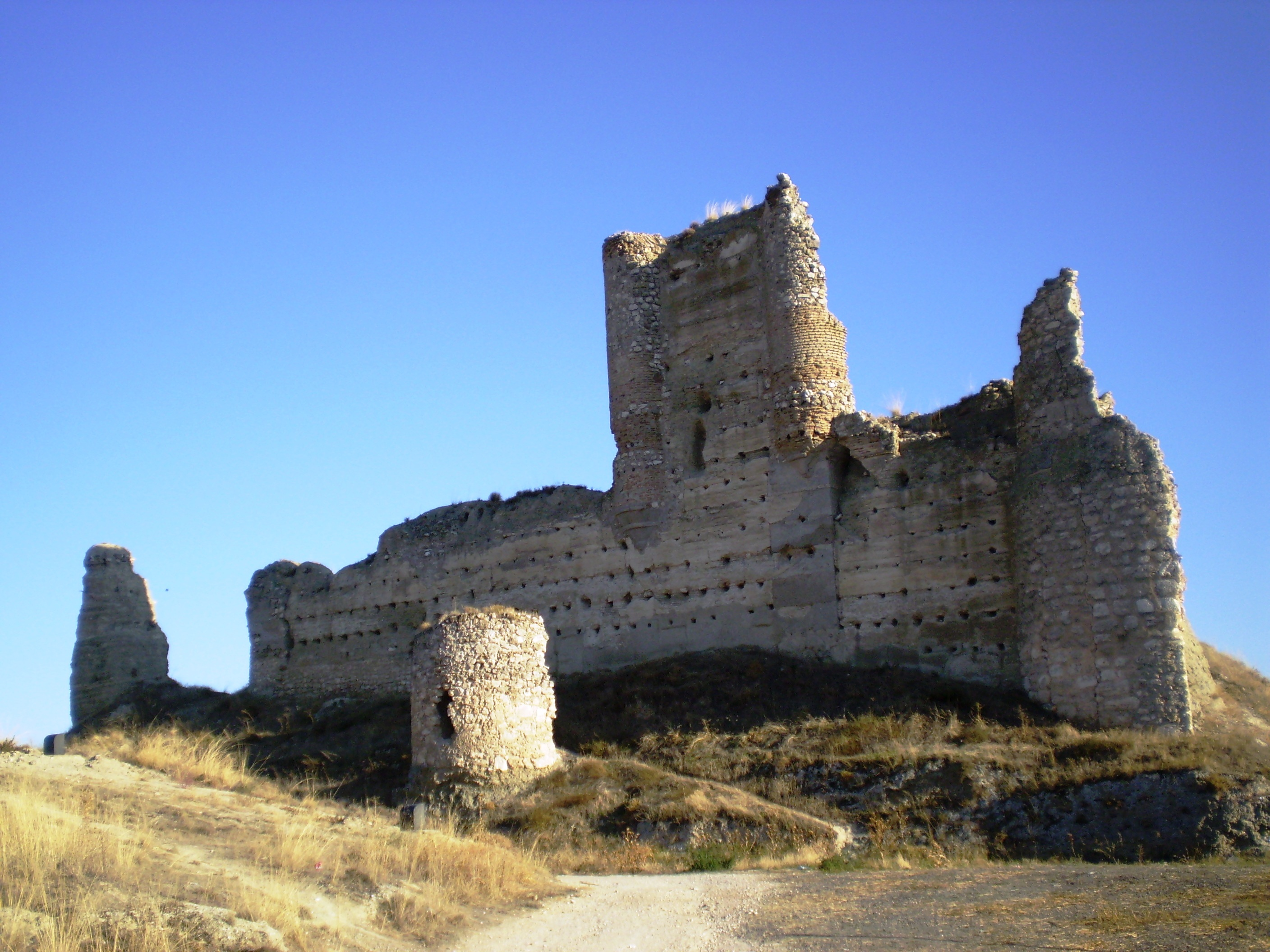
Ruïne van het kasteel van Fuentidueña de Tajo vanwaar Pedro Manrique wist te ontsnappen.

Manrique trouwde in 1408 met Leonor van Benavente, ook genoemd Leonor van Castilië  (1392-Calabazanos, 7 september 1470), dochter van Fadrique van Castilië ( - 1414), hertog van Benavente en Leonor van Castilië (1373-).
Manrique de Lara nam deel aan de Reconquista en werd benoemd tot adelantado mayor van Castilië en León. Pedro was een van de voornaamste tegenstanders van de Condestable van Castilië, de machtige Álvaro de Luna. Deze Álvaro had zich weten op te werken van page tot de belangrijkste adviseur van koning Johan II van Castilië. 
In 1437 probeerde Álvaro de Luna zich te ontdoen van zijn voormalige bondgenoten, waaronder Manrique, admiraal Fadrique Enríquez en de graaf van Ledesma, Pedro de Zúñiga. De kans deed zich voor om Enríquez en Manrique de Lara tegelijkertijd gevangen te nemen toen beiden op 13 augustus 1437 Medina del Campo bezochten. Alfonso Pimentel waarschuwde de admiraal niettemin, waarop die ontsnapte. Manrique de Lara werd gevangengenomen. Enríquez vluchtte naar Medina de Rioseco en verschanste zich. 
Manrique de Lara kreeg twee jaar huisarrest en werd samen met zijn vrouw en twee dochters, opgesloten in het kasteel van Roja, waar hij wel af en toe naar buiten mocht om te jagen. Toen de koning besloot dat hij zelf daar wilde verblijven met zijn vrouw en twee dochters, werd Manrique de Lara verplaatst naar Fuentidueña de Tajo en ontsnapte er op 20 augustus, met hulp van zijn zoon Álvaro de Zúñiga, Fadrique Enríquez en Enrique Enríquez. 
Samen met zijn zoons, Fadrique Enríquez en andere edelen verzocht hij koning Johan II van Castilië om Álvaro de Luna uit het hof te verwijderen. De dissidente edelen bezetten Valladolid en de koning besloot bij de Overeenkomst van Castronuño om Álvaro een half jaar van het hof weg te sturen.  In oktober 1438 werd een pardon verleend aan Manrique de Lara en admiraal Enríquez.
Volgens zijn kleinzoon Jorge Manrique was Manrique de Lara net als de rest van de familie klein van stuk en had hij een grote neus. Volgens de aartsbisschop van Toledo zou God zijn beperkte lengte compenseren met meer hersenen: "cuanto Dios le menguara del cuerpo, le acrecentara el seso".

## Nageslacht
Met Leonor van Castilië:
- Diego Gómez Manrique de Lara, graaf van Treviño
- Rodrigo Manrique de Lara,  graaf van Paredes de Nava
- Pedro Manrique de Lara, heer van Valdescaray
- Iñigo, aartsbisschop van Sevilla
- Gómez Manrique de Lara,  heer van Villazopeque
- Juan Manrique de Lara
- Fadrique Manrique de Lara,  heer van Baños
- Garci Manrique de Lara,  heer van las Amayuelas
- Beatriz  Manrique de Lara
- Juana Manrique de Lara
- Leonor Manrique de Lara
- Inés Manrique de Lara